# Perry (Utah)
Pour les articles homonymes, voir Perry.
La ville américaine de Perry est située dans le comté de Box Elder, dans l'État d'Utah. Elle comptait 4 512 habitants lors du recensement de 2010.

## Source
- (en) Cet article est partiellement ou en totalité issu de l’article de Wikipédia en anglais intitulé « Perry, Utah » (voir la liste des auteurs).